# Ponte ad arco

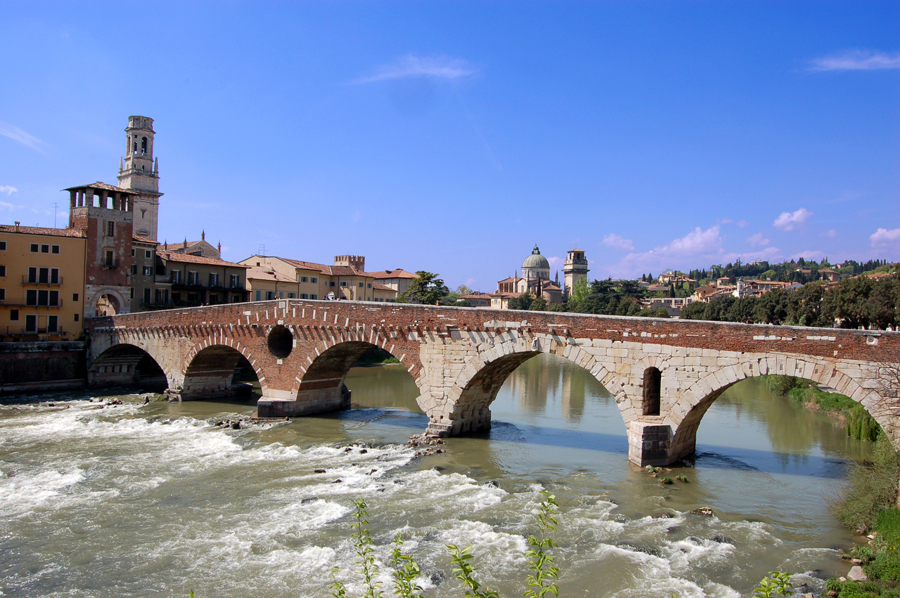
Ponte Pietra a Verona, ponte a cinque archi che attraversa l'Adige

Un ponte ad arco è un ponte fisso il cui impalcato è retto da una struttura ad arco. Questo schema statico consente di trasferire parte del suo peso e dei suoi carichi (come persone, auto o treni) in forze orizzontali, contrastate dai piedi di entrambe le sponde.
Può essere realizzato in legno strutturale, come si è fatto fin dagli albori della civiltà per ponti di breve sviluppo, oppure muratura, calcestruzzo armato o acciaio; su ponti di grandi dimensioni l'unica alternativa praticabile è l'uso di travi metalliche.
Lo sviluppo dell'arco può essere circolare (arco di cerchio) o può seguire un'altra conica, quale ad esempio una parabola.

## Ponti a via superiore

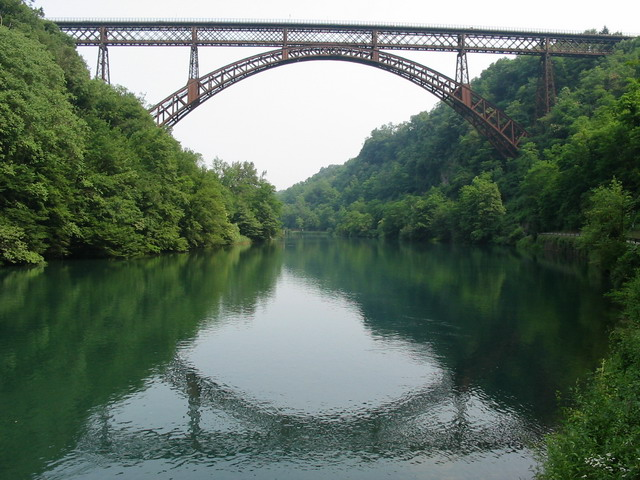
Il Ponte San Michele, a via di corsa superiore

Nei ponti ad arco in cui il piano viabile è posato al di sopra dell'arco, il ponte è detto a via superiore; l'impalcato è sostenuto dall'arco mediante una serie di elementi verticali o subverticali sollecitati a compressione e chiamati piedritti. Questi elementi sono studiati per resistere a forze di compressione e per trasferire sull'arco di sostegno i carichi a cui il ponte è sottoposto. A sua volta l'arco, opportunamente sagomato, scarica a terra queste forze distribuendole su due componenti: una verticale (il peso) e una orizzontale, detta "spinta". Queste forze sono più consistenti rispetto ad altri tipi di ponte, e per questo motivo il sistema viene chiamato ad "arco spingente". Uno dei più significativi ponti realizzati con questa tecnologia è lo storico Ponte San Michele di Paderno d'Adda.

## Ponti a via inferiore

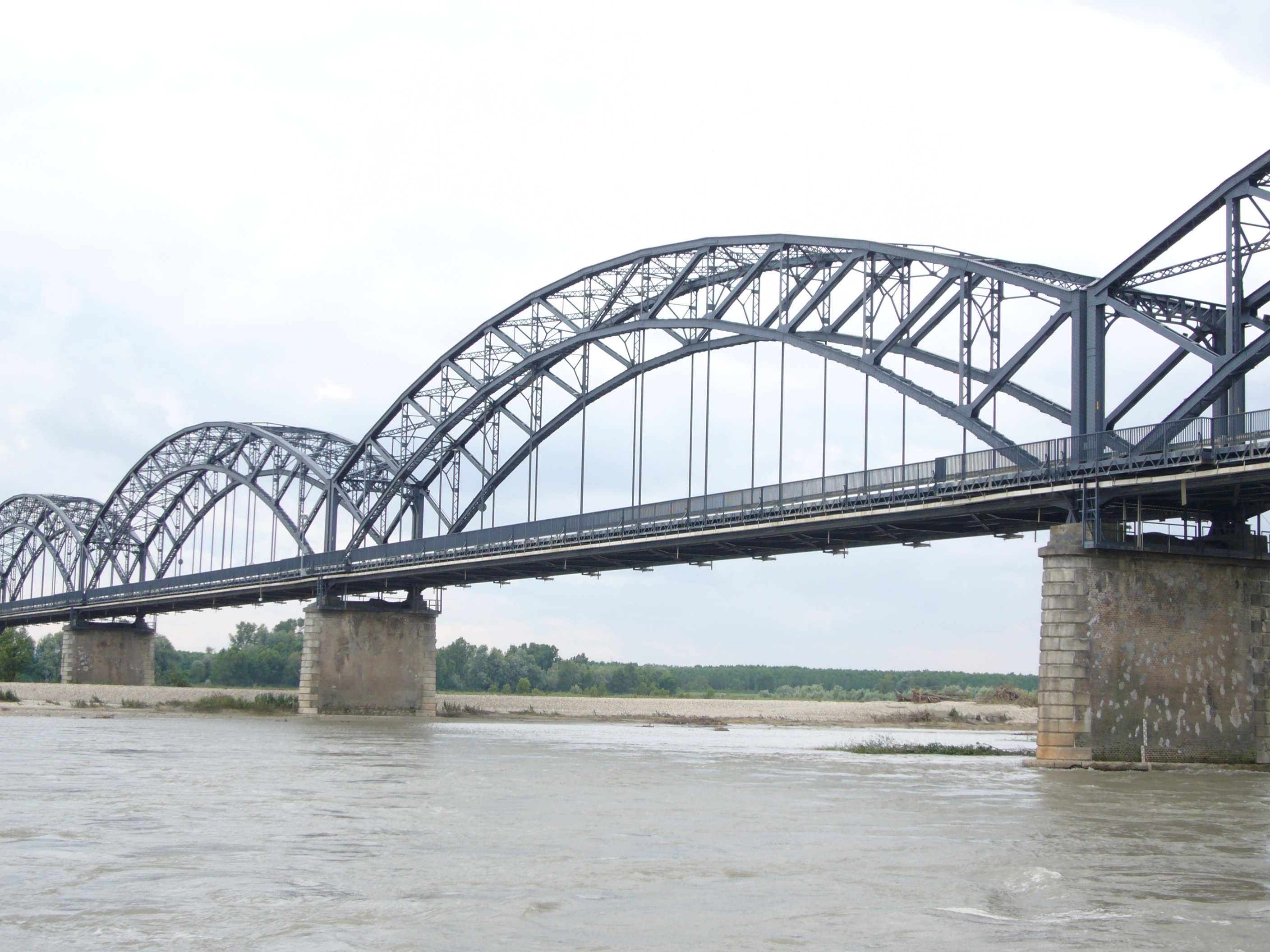
Ponte della Gerola su Po

Una seconda soluzione è far correre il piano viabile sotto l'arco di sostegno, ancorandolo con tiranti. L'impalcato è sospeso all'arco mediante elementi verticali o inclinati sollecitati a trazione e chiamati pendini o tiranti. La travata d'impalcato può essere resa solidale con le estremità dell'arco ed equilibrare in toto o parzialmente le componenti orizzontali delle azioni trasmesse dall'arco; questo tipo di struttura prende il nome di "arco a spinta eliminata" e consente di trasferire sul terreno minime o nulle azioni orizzontali.
Un esempio di questo tipo di struttura è il White Bridge di Ahvaz, in Iran.

## Ponti a via intermedia

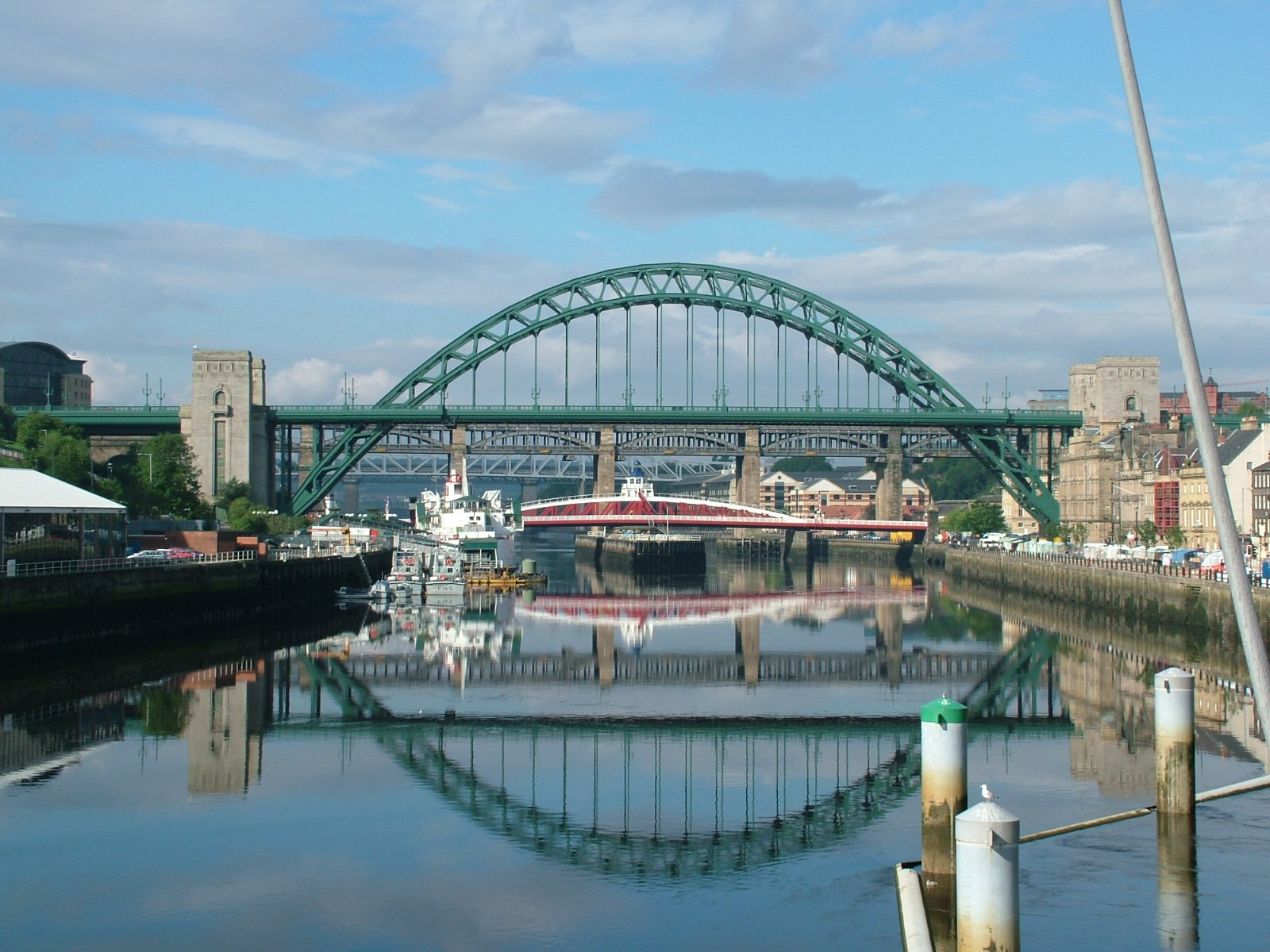
Tyne Bridge, Newcastle (Inghilterra)

Infine ci sono casi in cui si preferisce porre il piano della strada a metà altezza rispetto all'arco di sostegno.
A questa categoria appartengono il ponte sul Tyne, a Newcastle (Inghilterra) e il Ponte Chaotianmen sul Fiume Azzurro nella città di Chongqing (Cina).

## Ponte luna

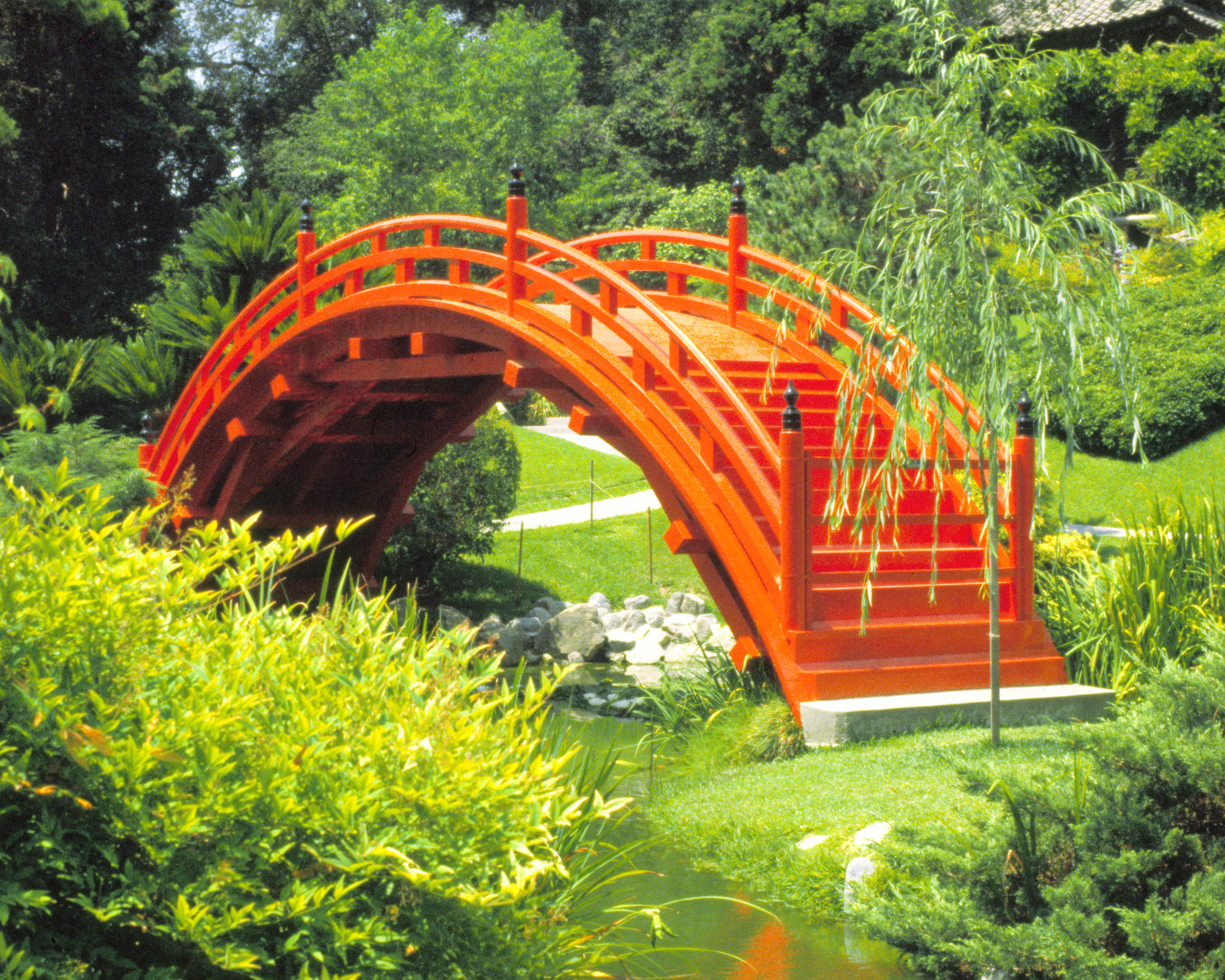
Ponte luna in un giardino giapponese

I ponti luna sono ad uso esclusivamente pedonale e hanno origini cinesi, diffusi nel XIII secolo anche in Giappone. Sono costituiti da un arco a tutto sesto, su cui sale il percorso, e ideati per lasciar passare sotto di essi eventuali imbarcazioni. Nel design del giardino viene lasciato riflettere sull'acqua formando un cerchio che simboleggia la Luna.

## Storia

### Epoca antica

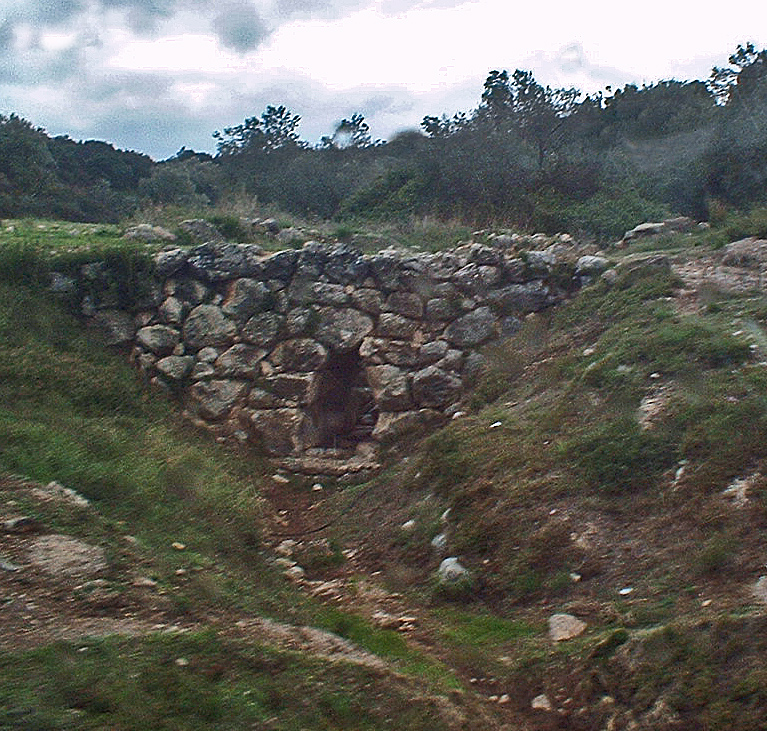
Ponte miceneo di Kazarma (1300 a.C.)

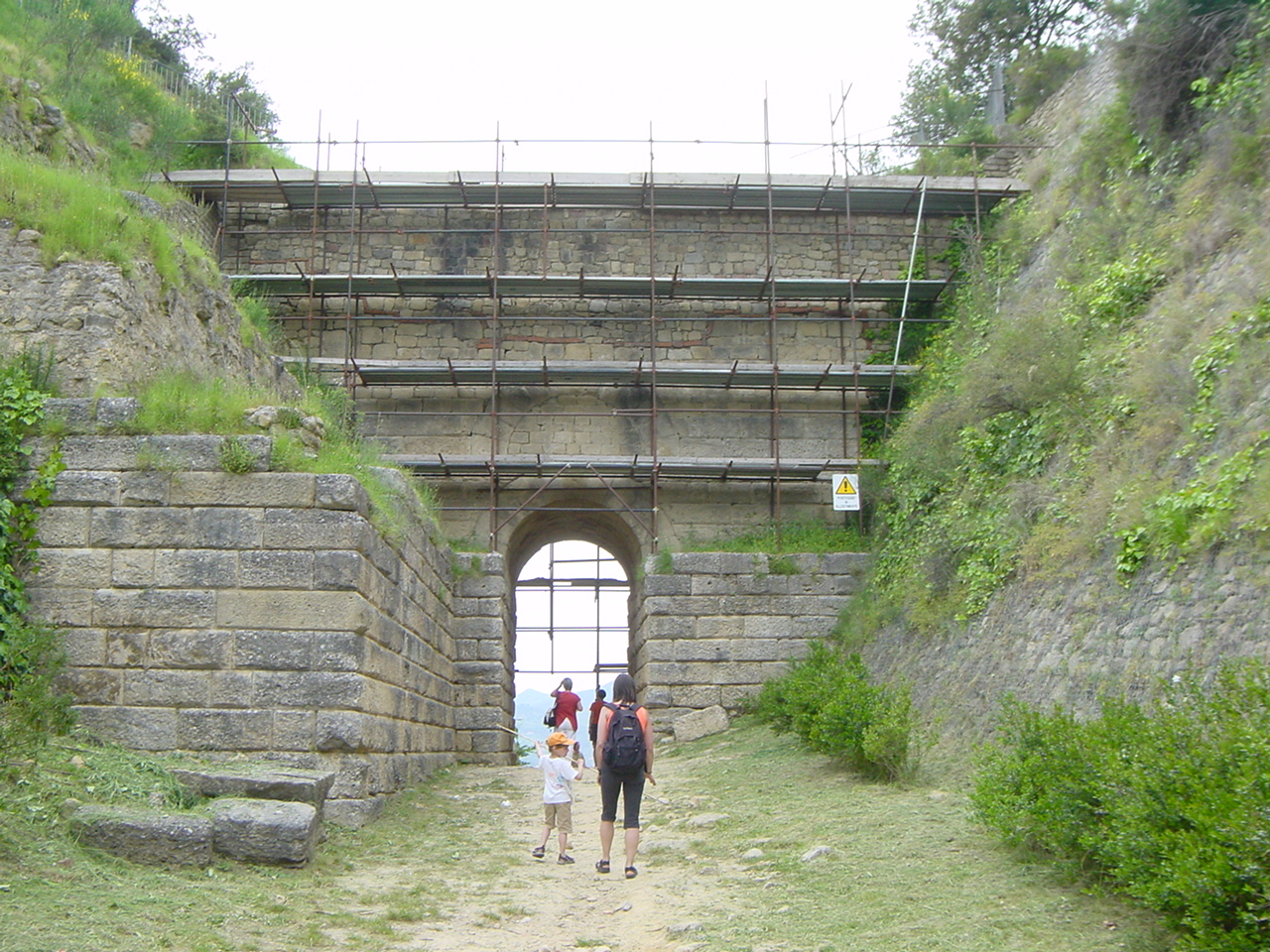
Porta Rosa a Elea, viadotto ad arco con chiave di volta del IV secolo a.C.

Il ponte ad arco è uno dei tipi di ponte più semplici, per cui era già noto in epoca antica. 
Il più antico esempio di ponte ad arco giunto ai giorni nostri è il ponte miceneo di Kazarma, databile al 1300 a.C. e tuttora parzialmente utilizzato.
I ponti ad arco, con la tecnica della chiave di volta, erano usati anche dai greci italioti, come attestato dalla cosiddetta Porta Rosa di Elea, che ne trasmisero l'uso agli Etruschi, ma hanno ottenuto grande diffusione nell'architettura di epoca romana, quando le migliorate tecniche di muratura cominciarono a consentire di realizzare ponti e acquedotti con campate lunghe alcuni metri.
I ponti romani erano principalmente a sagoma circolare, e non erano rari esempi di ponti composti da più arcate o addirittura da più ordini di arcate disposti su livelli multipli. I ponti in muratura romani erano molto solidi, caratterizzati da una struttura pesante, compatta e adatta a resistere alle piene e al tempo: ad oggi esistono ancora almeno 330 ponti di epoca romana in pietra, 34 in legno e 54 acquedotti, alcuni dei quali tuttora usati. Un esempio di ponte romano ancora in uso è il Ponte dei Quattro Capi a Roma, risalente al 62 a.C.

### Medioevo
Nel medioevo l'evoluzione delle metodologie costruttive permise di accrescere le potenzialità della tecnica del ponte ad arco. I ponti divennero più sottili e leggeri, guadagnando però in lunghezza utile della campata.
I ponti medievali cominciarono a differenziarsi anche nella sagoma, e ad assumere alcune caratteristiche peculiari. Alcuni di essi, come il Ponte Vecchio di Firenze hanno degli edifici costruiti a margine della sede stradale sulla campata.
Un esempio notevole di ponte medievale è quello di Trezzo sull'Adda, costruito nel 1377 e distrutto nel 1416. Con i suoi 72 metri di campata, fu eguagliato solo 380 anni dopo, nel 1796.

### La rivoluzione industriale
La fine del XVIII secolo e l'inizio della diffusione dei processi di produzione industriale portò grande fermento nell'ambiente ingegneristico. Sin dalla seconda metà del diciottesimo secolo era opinione diffusa tra gli ingegneri che, grazie alle nuove tecniche di lavorazione dell'acciaio, sarebbe stato possibile costruire un ponte a campata unica lunga più di cento metri.
Tra il 1775 e il 1779 venne costruito l'Iron Bridge a Coalbrookdale, il primo ponte ad arco metallico, in ghisa: la struttura, con un arco di 30 metri, fu la prima struttura interamente metallica mai realizzata, ed è considerato uno dei simboli storici della rivoluzione industriale.
L'ingegner Thomas Telford nel 1800 arrivò a proporre il progetto completo di un ponte da 190 metri in unica campata a sezione variabile per l'attraversamento del Tamigi a Londra, mentre undici anni prima Vincent de Montpetit aveva proposto a Luigi XVI il progetto di un ponte da 120 metri da realizzarsi con barre di ferro battuto.
Nel 1796 fu realizzato da Rowland Burton e Thomas Wilson un ponte sul fiume Wear con luce di 72 metri, seguito dieci anni dopo dal Ponte di Austerlitz di Corneille Lamandé a Parigi, entrambi ispirati dal lavoro di De Montpetit.

### I ponti ferroviari

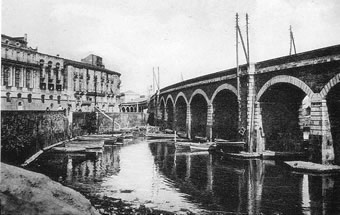
Gli Archi della Marina, lungo ponte ad arco in pietra, del 1869.

Il principale motore per lo sviluppo della tecnica del ponte ad arco metallico fu l'introduzione della ferrovia: servivano ponti in grado di sopportare le tonnellate di peso delle locomotive, di non deformarsi al passaggio delle carrozze, capaci di coprire distanze di alcune centinaia di metri e sufficientemente efficienti da poter essere realizzati ovunque necessario in tempi rapidi e a costi contenuti.
Mentre i ponti i muratura erano inadatti per natura alle lunghe distanze, ed erano molto costosi in termini di materiali, i ponti sospesi sperimentati a metà del XIX secolo si erano dimostrati in alcuni casi fragili e pericolosi, giustificando un diffuso scetticismo sul loro utilizzo. Inoltre, la flessibilità dei ponti sospesi di tipo stradale era incompatibile con le necessità del traffico ferroviario.
Il primo esperimento di applicazione ferroviaria su un ponte sospeso venne realizzato sul fiume Tees da Robert Stephenson, che ne rimase impressionato: stando alle sue parole, il peso della motrice sollevò sul ponte una specie di onda sull'impalcato alta sessanta centimetri e il ponte venne lasciato "in condizioni allarmanti".
La diffusione massiccia delle tecniche di trafilatura per le travi e le ottime prestazioni garantite da queste ultime sembravano quindi favorire la diffusione dei ponti ad arco, che divennero la scelta preferita per le strutture ferroviarie: tuttavia, si dimostrarono molto sensibili all'invecchiamento in quanto i conci, sollecitati dalle flessioni dell'arco, tendevano ad accumulare le fratture e a indebolire le strutture. Il Ponte d'Austerlitz venne abbattuto nel 1856 in seguito a questi problemi, alcuni altri furono chiusi o demoliti.
La soluzione al problema venne dal vecchio progetto mai realizzato di Thomas Telford, che risolse a priori il problema posizionando all'interno del telaio composto da conci una coppia di diagonali di rinforzo e frapponendo tra l'arco e l'impalcato un timpano a struttura reticolare. Telford aveva usato questo sistema su altri ponti più piccoli da lui realizzati (come quelli di Bonar e Craigellachie, lunghi 46 metri).
A Telford si deve anche l'innovativo progetto del ponte sospeso sul Menai, del 1810 e lungo 152 metri, caratterizzato dall'uso di spalle di rinforzo su cui si ancoravano i tiranti che sostenevano la campata. Il ponte rimase allo stadio di progetto e non fu mai realizzato, e al suo posto nel 1850 venne realizzato il Britannia Bridge, un ponte tubolare interamente in travi metalliche chiodate.
La tecnica della trave metallica fu portata anche sui ponti ad arco, abbandonando la tecnica dei conci: con travi e chiodi vennero realizzati ponti ad arco di media lunghezza, alcuni anche da ingegneri celebri come Isambard Kingdom Brunel o Stephenson; le lunghe distanze però, grazie al Britannia e ad altre opere innovative come il ponte di Dirshau divennero sinonimo di ponte tubolare a travata reticolare.

### I ponti ad arco reticolare di grande luce
Solo nel 1874, questa concezione venne meno: nonostante l'accesa ricerca del primato tra i tecnici inglesi e francesi, il primo ponte in acciaio "a grande luce" fu realizzato negli Stati Uniti, a St. Louis dove l'ingegner James Eads costruì il ponte sul Mississippi, composto da tre archi da 150 metri di luce cadauno.
Il ponte di Eads fu un progetto sbalorditivo per l'epoca, ma non certo ai limiti dell'impossibile: nel giro vent'anni, in Europa vennero costruiti numerosi altri ponti più arditi, e la tecnica costruttiva fu notevolmente affinata.
Principale artefice di queste strutture fu Gustave Eiffel, che solo tre anni dopo Eads inaugurò a Porto il Ponte Maria Pia sul Douro: 160 metri di lunghezza a singola campata. Meno di un decennio dopo Eads, altri due lavori stupefacenti: un'altra opera a Porto, il Ponte Dom Luís I di Théophile Seyrig (coautore del ponte Maria Pia) e il ponte Garabit di Eiffel.
Nel 1889 a Paderno d'Adda venne inaugurato il Ponte San Michele, considerato un capolavoro con i suoi 266 metri di lunghezza totale complessiva, ma con una campata centrale principale di ben 150 metri di luce.

### Era moderna
Nel XX secolo i ponti ad arco sono rimasti in uso, anche se le nuove tecnologie hanno messo a disposizione molte nuove tecniche e soluzioni costruttive.
Il miglioramento della tecnologia cementizia ha spodestato l'acciaio come tecnica dominante, consentendo tra l'altro un largo uso di prefabbricati: lo studio della statica ha permesso di costruire strutture più leggere e resistenti. Oggi è possibile realizzare ponti che assorbono al proprio interno una parte degli sforzi, consentendo di ridurre la necessità di supporti massicci a terra.